# 武田八洲満
武田 八洲満（たけだ やすみ、1927年5月8日 - 1986年9月13日）は、日本の作家。
宮城県遠田郡南郷町（現・美里町）生まれ。東京商科大学専門部（現一橋大学）中退。日本図書館協会、出版業を経て、長谷川伸に師事、1963年「大事」でオール読物新人賞受賞。1970年「紀伊国屋文左衛門」、1972年「信虎」、1973年「炎の旅路」、1975年「生麦一条」で計4回直木賞候補となった。
歴史小説を主とし、マリア・ルス号事件を描いたノンフィクションもある。

## 著書
- 宮本武蔵 剣聖二刀流 盛光社 1966年9月
- 吉田松陰 その人と生涯 金園社 1970
- あぶ、あぶ 東京文芸社 1971
- 信虎 毎日新聞社 1972 のち光文社文庫
- 紀伊国屋文左衛門 朝日新聞社 1972 のち光文社文庫
- 炎の旅路 中央公論社 1973
- 信玄 毎日新聞社 1974 のち光文社文庫
- 生麦一条 中央公論社 1975
- 勝頼 毎日新聞社 1975 のち光文社文庫
- 海の国 安藤対馬守信睦の生涯 文藝春秋 1976
- マリア・ルス事件 大江卓と奴隷解放 有隣新書 1981年5月
- 桶狭間の合戦 成美堂出版 1982年12月
- 武田信玄の経営術 甲斐軍団不敗の構図 政界往来社 1987年8月
- 箱館戦争 毎日新聞社 1988年11月
- 野田城の蓮華草 毎日新聞社 1989年9月